# Keramzyt

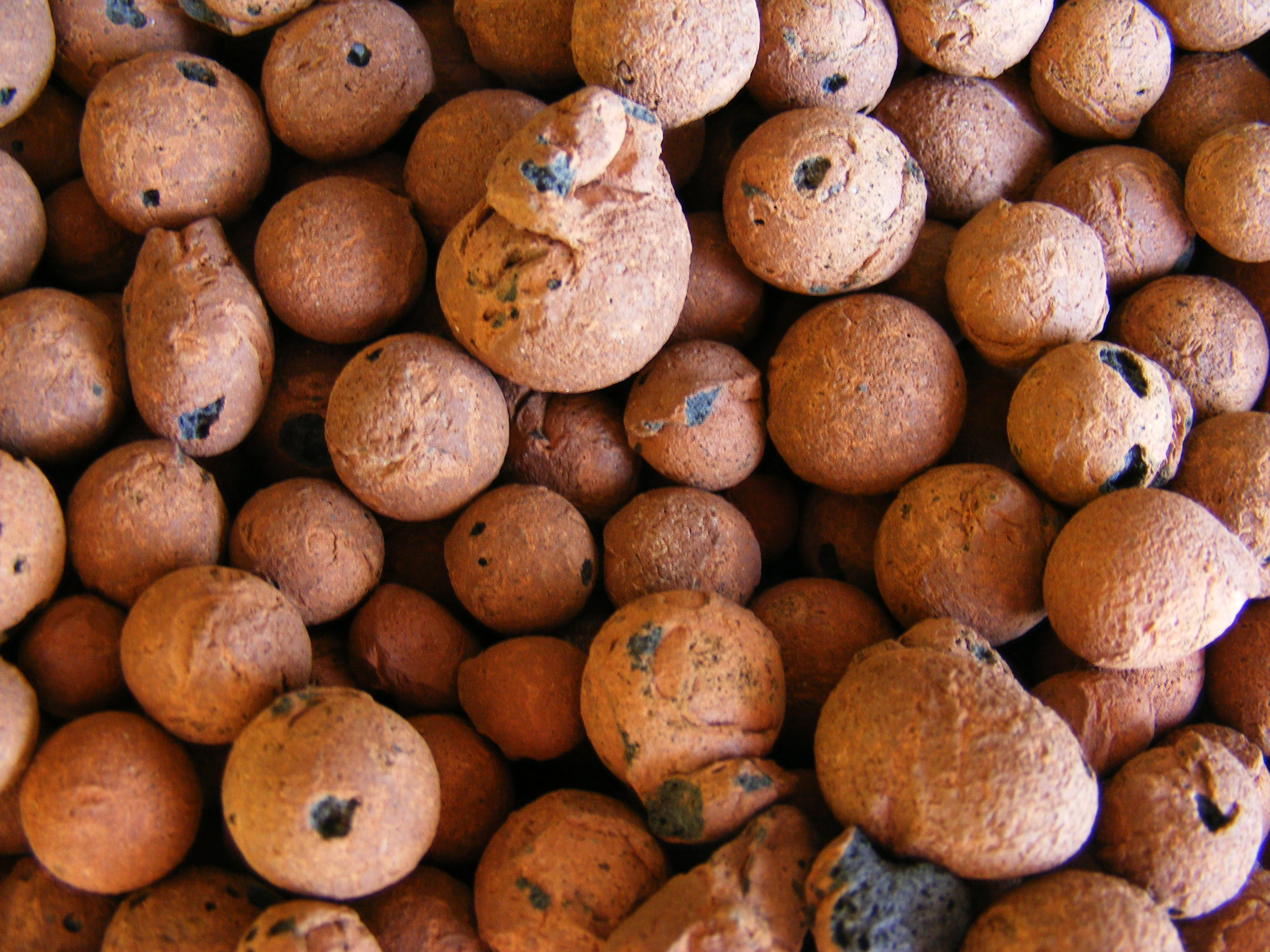
Keramzyt

Keramzyt – lekkie kruszywo budowlane, wypalane z gliny ilastej w temperaturze ok. 1150 °C. Do produkcji używa się glin pęczniejących. Po wstępnym rozdrobnieniu i uplastycznieniu materiał kieruje się do pieców obrotowych. W procesie wypalania uzyskuje się materiał w kształcie okrągłych lub owalnych brył o zróżnicowanych frakcjach. Glina podczas spiekania znacznie powiększa swoją objętość. Każda z porowatych wewnątrz „kulek” pokryta jest twardą osłoną ceramiczną. Materiał po sortowaniu dostępny jest w następujących frakcjach:
- keramzyt frakcja – 0-4 mm gęstość – 425-575 kg/m³
- keramzyt frakcja – 2–4 mm – 332–449 kg/m³
- keramzyt frakcja – 4–8 mm – 280–380 kg/m³
- keramzyt frakcja – 4–10 mm – 270–370 kg/m³
- keramzyt frakcja – 8–20 mm – 230–310 kg/m³
- keramzyt frakcja – 10–20 mm – 230–310 kg/m³

Otrzymane kruszywo należy do materiałów niepalnych, obojętnych chemicznie, odpornych na wodę, działanie pleśni, grzybów i gryzoni. Posiada dobre parametry izolacji cieplnej. Używany jest do produkcji lekkich betonów, zapraw ciepłochronnych, wyrobu pustaków ściennych i stropowych oraz innych elementów wielko- i drobnowymiarowych (prefabrykowane domy keramzytowe). Wykorzystywany również jako materiał izolacyjny (izolacje cieplne). Współczynnik przewodzenia ciepła wynosi w zależności od ciężaru kruszywa:
- około 0,08 W/(m*K) dla kruszywa o gęstości 250-300 kg/m³
- około 0,14 W/(m*K) dla kruszywa o gęstości 400-500 kg/m³

W przypadku izolacji wykorzystywany do izolacji podłóg, ścian fundamentowych lub stropów a także stosowany do wykonywania drenaży. W budownictwie stosowany od początku XX wieku. Używany jest także poza budownictwem np. w ogrodnictwie jako podstawa w uprawie hydroponicznej.